# Південний Мутуль
Південний Мутуль — маянська монархічна держава на території сучасного регіону Петешбатун (Гватемали), що утворилася на початку VII століття. Тривалий час боролася за панувала в регіоні, зрештою на початку IX ст. була знищена у військових конфліктах.

## Становлення
Точна назва невідома. Також дослідники не можуть стверджувати, як в давнину називалася столиця цього царства, відома тепер як Дос-Пілас: ієрогліф, що передає його топонім ще не прочитано. Археологічні роботи показали, що велике поселення на місці Дос-Пілас виникло на межі VI—VII ст.
Першим відомим правителем Дос-Піласа був Баахлах-Чан-К'авііль, син мутульського царя Кініч-Муваан-Холя II. За різними версіями він у 643 році або втік з Йашмутуля (відоме як Тікаль), або був спрямований до Дос-Піласа утворити новий потужний центр впливу. Він переїздить до Дос-Піласа, який перетворює у центр держави. За його володарювання Дос-Пілас спочатку був союзником Мутуля, але після поразки від Канульського царства, у 647 році визнає зверхність останнього.
З 648 року починаються тривалі війни з Мутульським царством. Спочатку війна триває вдало, війська Дос-Піласа сприяють канульцям у перемозі над Мутулєм. Втім після замирення 662 року намагання Баахлах-Чан-К'авііля об'єднати держави Дос-Пілас та Йашмутуль в одне не відбулися через позицію Йукноом-Ч'еєна ІІ, царя Кануля. Цю невдачу дос-піласький цар намагався компенсувати успішними війнами проти інших сусідів: Кобана (662 року), Мачакіла (664 року). Водночас встановлюються союзницькі відносини з царством Іцан.
У 672 році починається нова війна з Мутульським царством. Лише завдяки підтримці свого зверхника — канульського царя — Південному мутульському царству вдалося успішно її завершити. У 679 році вже власне війська Дос-Піласа здобули повну перемогу над суперником. На нетривалий час відбувається об'єднання земель Дос-Пілас й Йашмутуля.
На початку 680-х років війська Дос-Піласа втрутилися у війну від царством Сааль та К'анту на боці останнього. Завдяки цьому саальська армія зазнала поразки, а Південне Мутульське царство розширило свій вплив.

## Боротьба за гегемонію
В подальші роки — за царів Іцамнаах-Б'аламі та Іцамнаах-К'авіілі — проявляється тенденція на збереження здобутків, перехід до оборонної стратегії, насамперед від Мутульського царства, що почало відроджуватися.
У 710-х роках увага переходить на царств, що розташовувалися на території сучасного Петешбатуна й уздовж річки Пасьйон. Було встановлено контроль над царствами Нікте'-Наах та Тамаріндіто. Розгромивши останнє, Іцамнаах-К'авііль передав владу побічній лінії місцевої династії, яка перенесла столицю царства з Тамаріндіто до Арройо-де-П'єдра. Опорним пунктом на захоплених землях стала розташована на південний схід від Тамаріндіто фортеця К'ініч-Па'-Віц (Аґуатека). В результаті до початку 720-х років влада Південного Мутуля поширилася майже на весь басейн річки Пасьйон.
Разом з походами відбувається розбудова столиці держави, особливо одна з його частин, відома тепер дослідникам під назвою Ель-Дуенде. Також посилюється увага до здійснення усіляких ритуалів та культових дійств. Зберігаються суперечки з династією Мутульського царства щодо використання титулу «Священний Мутульський володар» — ним користувалися царі Дос-Піласа і Йашмутуля.
Посилення потуги держави триває за правителя …н-Ті'-К'авііля (відомо також як Учаан-К'ін-Б'алам). Посилюється друга столиця царства — К'ініч-Па'-Віц. При цьому відбувається оформлення власної самобутності, правителі підкреслюють відмінність Дос-Піласа від Йашмутуля. У 735 році вдалося встановити зверхність над потужним царством зі столицею у Сейбалі. Ця перемога стала важливим успіхом на шляху до його повного панування в регіоні. За ахава К'авііль-Чан-K'ініча у 740-х роках активна зовнішня політика продовжилася. Війська Південного Мутуля переходять межі Петешбатуна: переможені царства Акуль, Ель-Чорро, Паталь, Лакамтуун. Це призвело у 744 році до конфлікту з Па'чанським царством. У 745 році цар Південного Мутуля здійснив похід в область Верхньої Усумасінти, де було завдано поразки ворожим військам та їх союзникам. До 750 року Дос-Пілас контролював більшу частину Петешбатуна.
Водночас своє становище Південний Мутуль намагається зміцнити завдяки утворенню союзів: зберігаються старі політичні друзі, до яких додається царство Як-К'ан (Канкуен). При цьому проводиться політика демонстрації прихильності до правителів підлеглих міст. Практика постійних пересувань Петешбатуном посилюється. Цар К'авііль-Чан-K'ініч декілька разів відвідував Сейбаль та інші значні васальні міста.

## Знищення Дос-Пілас
У 761 році відбулося потужне повстання залежних міст-держав. Причини цього дослідники поки що не зрозуміли. Внаслідок декількох битв південно-мутульські війська зазнали нищівної поразки. Столицю — Дос-Пілас — була здобута штурмом і пограбована. Археологи виявили, що головний храм комплексу К'інальха було зруйновано, а на його руїнах спалили декілька людей. У місті раптово припиняється будівництво. За короткий час жителі залишили стару столицю, ті, що залишилися, кинули свої будинки і сховалися від ворога на Головній площі. Поспіхом були споруджені два кільця стін, для будівництва яких руйнувалися храми і палаци. В результаті величні споруди Дос-Піласа сьогодні перетворилися на безформні насипи. На початку IX стару столицю залишає населення.

## Спроби відродження. Загибель
З руйнуванням Дос-Піласа в області Петешбатун-Пасьон відбуваються істотні зміни, пов'язані з наростанням процесів дезінтеграції і безперервними міжусобними війнами. Оскільки Дос-Пілас занепадає, царську резиденцію остаточно переносять у К'ініч-Па'-Віц (Ауатеку), де представники династії Південного Мутульського царства побудували нові укріплення. У 770 році тут відбувається сходження на трон нового царя Тан-Te'-K'ініча, представника бокової гілки династії.
В новій столиці Південного Мутуля розгортається активна будівельна діяльність, щоб продемонструвати відродження величі держави. Втім за межами міста влада Південного Мутуля була досить слабкою, практично усі залежні міста здобули самостійність. При цьому відбувається розвал держави за родовою лінією: представники колишньої головної династії з Дос-Піласа заснували держави у поселенні Ла-Амелія та Агуас-Кал'єнтес. Вони також називали себе «священними мутульськими володарями». Втім до 800 року Тан-Te'-K'інічу вдалося змусити усіх їх визнати свою зверхність.
Остання письмова згадка, що стосується історії південно-мутульської династії, датується 807 роком. Між 760 і 830 роками весь регіон Петешбатун був охоплений безперервною війною. У К'ініч-Па'-Віце були побудовані потужні укріплення, що підсилили його і без того значний природний захист. Стінами завдовжки 4,8 км були обгороджені саме місто й великі області орної землі, а також доступ до важливих запасів води. Втім за дослідженням археологів й ця столиця Південного Мутульського царства була захоплена і сплюндрована. За різними версіями це були війська сусідніх царств, або вторгнення племен із Центральної Мексики.